# 濤沸湖

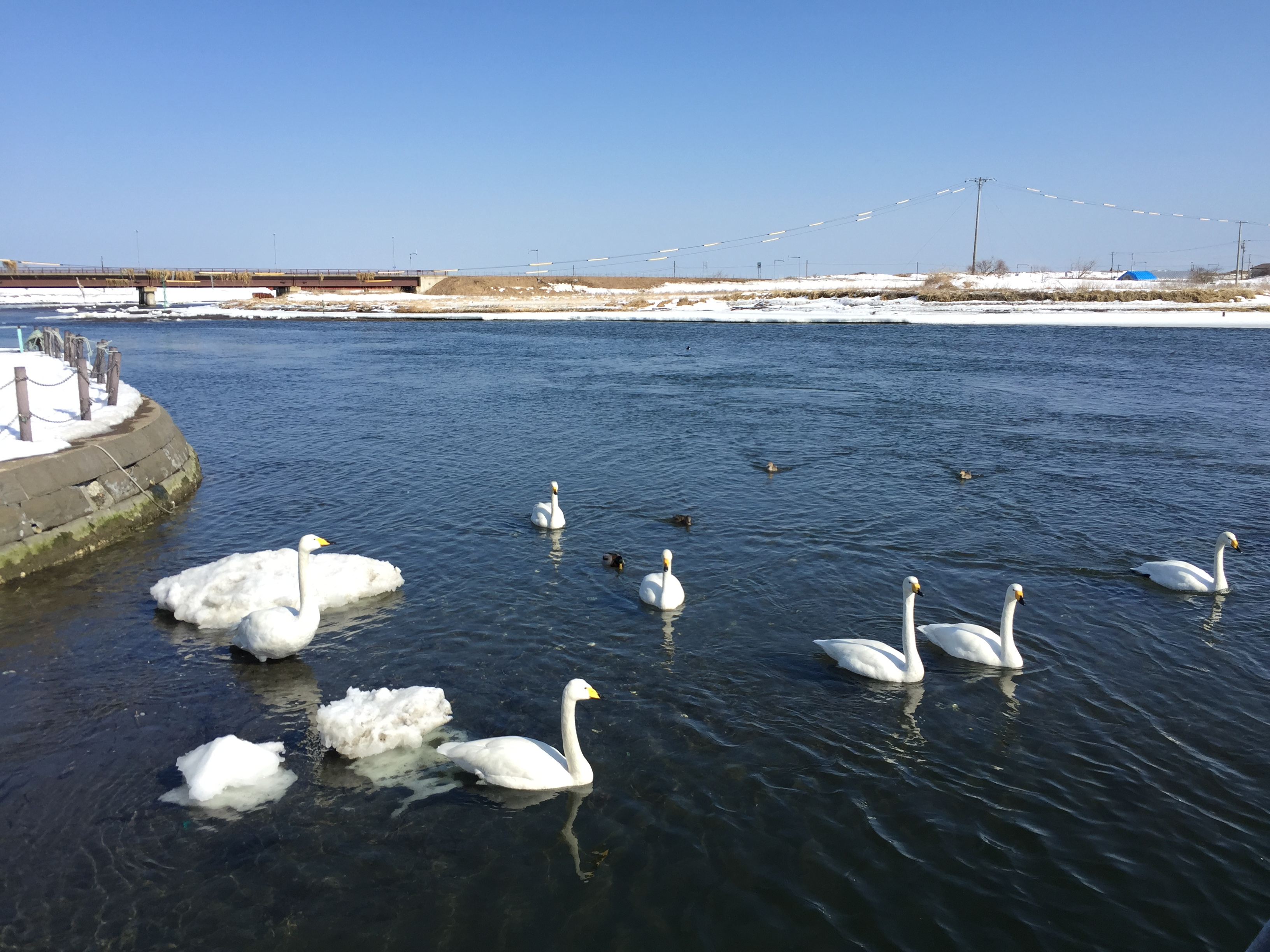
濤沸湖上的水鳥

濤沸湖（日语：濤沸湖 / とうふつこ）是位於日本北海道東部網走市和小清水町的一個湖泊。面積約900公頃。是網走国定公園的一部分。由於連接鄂霍茨克海，濤沸湖的湖水含有鹽分。2005年，濤沸湖被列入濕地公約。
名稱源於阿伊努語的「to-put」，意思是湖口。
湖的北側，與鄂霍次克海之間有一狹長的砂丘區域，此區域被劃為小清水原生花園。